# Dragon Quest Monsters: Joker
Dragon Quest Monsters: Joker (ドラゴンクエストモンスターズ ジョーカー) est un jeu vidéo de rôle sorti en 2006 sur Nintendo DS. Le jeu, développé par TOSE et édité par Square Enix, fait partie de la série Dragon Quest dont il est un spin-off.

## Synopsis
C'est l'histoire d'un jeune garçon qui a tenté plusieurs fois de participer à ce que l'on appelle dans le jeu le "Tournoi des Dresseurs". Son père qui l'a mis lui-même en prison, décide de le laisser participer au tournoi mais pour une mission que le garçon doit accomplir. Il doit juste infiltrer le tournoi. C'est ainsi que notre Héros obtient un anneau du Dresseur que son père lui donne. Il part alors dans les iles des "Archibelles", où il va aller faire sa mission. La première partie du jeu consiste à récupérer 10 cristaux de ténerium (le ténerium étant un concentré de substance ténébreuse). Et la seconde partie consiste à gagner le tournoi...
À noter que la mission de Craps ne se déroule que pendant la première partie.
Ainsi, le joueur aventureux doit aller d'île en île pour récupérer 10 cristaux dans les temples de chaque île. Commence ainsi une aventure avec un rythme effréné qui vous laisse sans haleine.

## Fiche technique
- Character Design : Akira Toriyama
- Musique : Koichi Sugiyama

## Système de jeu
- Le gameplay est fortement inspiré de la série Pokémon. Le but est de capturer des monstres, les faire monter de niveau et pouvoir les fusionner. Ainsi, au fur et à mesure du jeu, les monstres qu'on obtient grâce aux fusions sont de plus en plus forts.
- L'écran supérieur représente les déplacements, les combats...l'écran tactile représente la carte, le menu.

## Personnages
Héros: C'est le héros de l'aventure. Il est l'ami de l'Incarnus et c'est lui qui va l'aider dans sa quête. C'est un dresseur dont son père, directeur de "la Cellule", Craps va lui donner une mission. Il dit dans la mission : <<Tu dois infiltrer le tournoi et non pas obligatoirement le gagner!>>. Dans le jeu, il ne parle pas, mais cela n'empêche pas de le comprendre.
Incarnus: L'Incarnus est un monstre animal baigné par la lumière sacrée.
Son devoir est de parcourir les sanctuaires pour obtenir différentes formes jusqu'à sa forme ultime pour ensuite empêcher la Grande Catastrophe comme tous les 300 ans. L'incarnus est indressable par l'anneau du dresseur pour dresser les monstres.
Patience: C'est la rivale du Héros. Elle est têtue et elle s'énerve rapidement. Elle souhaite s'approprier l'Incarnus. On découvre tard dans le jeu quelle s'appelle Argine Baccara (Fille de Lady Bella Baccara).
Dr Belote: c'est l'organisateur du tournoi des dresseurs. Il souhaite également obtenir l'Incarnus mais il cache ses motivations. C'est le doyen de l'ODM.
Directeur Craps: c'est le père du Héros. Il a perdu sa femme et il est très dur avec son fils. C'est lui qui a envoyé le Héros au tournoi. Il cherche à obtenir tous les monstres mais on ne sait pas pourquoi. C'est le directeur d'une société secrète "la Cellule". On découvre plus tard dans le jeu que Craps était l'ancien doyen de l'ODM.